# David Carroll
David James Carroll (Rockville Centre, 30 luglio 1950 – New York, 11 marzo 1992) è stato un attore e cantante statunitense, noto soprattutto come interprete di musical a Broadway e nell'Off-Broadway.

## Biografia
Dopo aver studiato al prestigioso Dartmouth College, Carroll debuttò a Broadway nel 1974 con il revival del musical Where's Charley?. Da allora ha recitato a Broadway altre sette volte: Rodgers & Hart (1975), Oh, Brother! (1981), Sette Spose per Sette Fratelli (1982), Il vento tra i salici (1985), Chess (1988), Cafe Crown (1989) e Grand Hotel (1989). Per le sue interpretazioni in Chess e Grand Hotel è stato candidato al Tony Award al miglior attore protagonista in un musical. Ha recitato con successo anche nell'Off Broadway, in musical come Joseph and the Amazing Technicolor Dreamcoat (1976) e Company (1988) e nell'opera di Puccini La bohème (Public Theatre, 1985).
Omosessuale dichiarato e malato di AIDS, morì in seguito ad un'embolia polmonare.

## Filmografia parziale

### Cinema
- Eroe offresi (Hero at Large), regia di Martin Davidson (1980)

### Televisione
- Paris - serie TV, 1 episodio (1979)
- Agenzia Rockford - serie TV, 1 episodio (1979)
- CHiPs - serie TV, 1 episodio (1979)
- California - serie TV, episodio 1x03 (1979)